# Brujas de Zugarramurdi

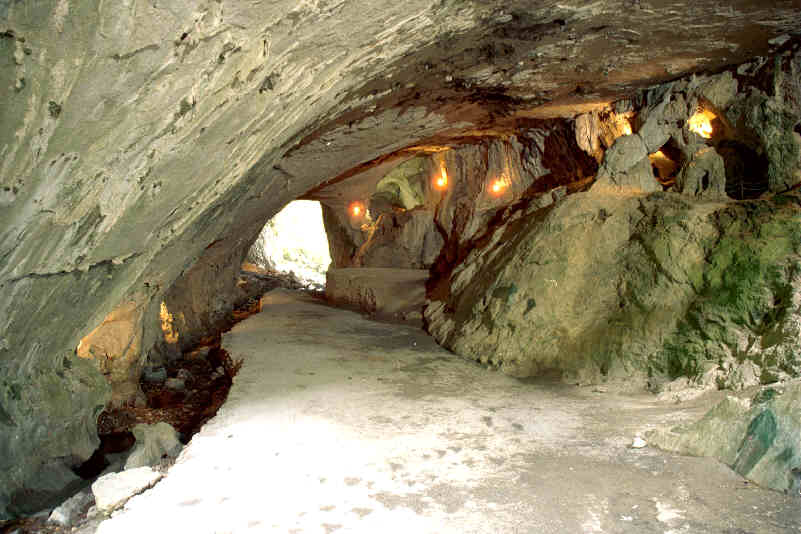
Cueva de Zugarramurdi (Sorginen Leizea) donde se reunían los brujos y las brujas para celebrar el aquelarre.

Brujas de Zugarramurdi es el nombre con el que se conoce el caso más famoso de la historia de la brujería vasca y posiblemente de la brujería en España. 
El caso, acaecido en el siglo XVII, incluyó juicios contra las supuestas brujas, los cuales representan el último intento de la Inquisición española por erradicar la supuesta brujería en Navarra, tras una serie de episodios que estallaron durante el siglo XVI tras el fin de las operaciones militares en la conquista de la Navarra Ibérica, hasta 1524.
El foco de brujería se encontró en la localidad del Pirineo navarro de Zugarramurdi y el proceso, que comenzó en enero de 1609, fue llevado por el tribunal de la Inquisición española de Logroño. Estuvo influenciado por persecuciones similares llevadas a cabo por Pierre de Lancre en la región limítrofe de Labort, en el País Vasco francés. En el auto de fe celebrado en Zugarramurdi los días 7 y 8 de noviembre de 1610, dieciocho personas fueron reconciliadas porque confesaron sus culpas y apelaron a la misericordia del tribunal, pero las seis que se resistieron fueron quemadas vivas y cinco en efigie porque ya habían muerto. Aunque el número de personas ejecutadas fue pequeño en comparación con otras persecuciones en Europa, se considera el mayor evento de este tipo en términos del número de personas investigadas: al final del fenómeno, la Inquisición había examinado unos 7 000 casos.

## Antecedente: la caza de brujas en el país de Labort (1609)
La persecución de las brujas del Labort, en el País Vasco francés, fue obra del juez del parlement de Burdeos Pierre de Lancre, comisionado por el rey Enrique IV de Francia en respuesta a la petición hecha por los señores D'Amou y D'Uturbie para que acabara con la "plaga" de brujos y de brujas que según ellos asolaba el país. Se sabe de la actuación de De Lancre gracias a dos libros que publicó después y que tuvieron un enorme éxito: Tableau de l'inconstance des mauvais anges et demons (1612) y L'incrédulité et mécréance du sortilege pleinement convaincue (1622).
La llegada de De Lancre y de sus subalternos al Labort provocó el pánico, y muchas familias se dirigieron a Navarra, agolpándose en la frontera. En sus dos libros, Lancre cuenta lo que creyó averiguar: que se celebraban cualquier día de la semana e incluso de día juntas de brujos y brujas, a las que llaman lane de Aquelarre, en las que se adoraba al macho cabrío, aunque el demonio podía adoptar otras formas –en el Tableau aparecía una lámina de un aquelarre que causó un gran impacto, y que fue arrancada de muchos ejemplares del libro-; que los desastres que acaecían en Labort, como las grandes tormentas que provocaban naufragios, eran obra de las brujas; que los brujos y brujas usaban ungüentos para poder acudir volando al aquelarre, transformarse en bestias o producir otros prodigios y efectos maléficos; que se celebraban misas negras en las que se consagraban hostias negras y cultos satánicos, copiados de los cristianos y a veces oficiados por sacerdotes sacrílegos (lo que provocó que De Lancre ordenara la detención y tortura de varios clérigos de la zona, sin más prueba que los testimonios de ciertos "testigos", como el de un sacerdote muy anciano y trastornado que confesó que había dado culto al Diablo, y que sería ajusticiado por ello "para servir de ejemplo" –algunos de los sacerdotes encarcelados lograron escapar antes de ser ejecutados-).
Lo que creyó averiguar De Lancre lo obtuvo de declaraciones de niños, de viejos y de adultos sometidos a tortura. Además tuvo que valerse de traductores, pues no comprendía el euskera, y como ha señalado Caro Baroja: "A veces transcribe mal los nombres", y de algunas palabras en vasco "parece no haber entendido el significado en una declaración amplia". Así es como De Lancre llegó a la conclusión de que en Labort había más de tres mil personas que llevaban la marca de la brujería.
Pierre de Lancre mandó quemar a 80 supuestas brujas y el pánico se trasladó a los valles del norte de Navarra. Precisamente el núcleo fundamental del nuevo brote de brujería se situó en la zona colindante con el país de Labort, en el noroeste de Navarra, más concretamente en Zugarramurdi.

## El caso

### La delación

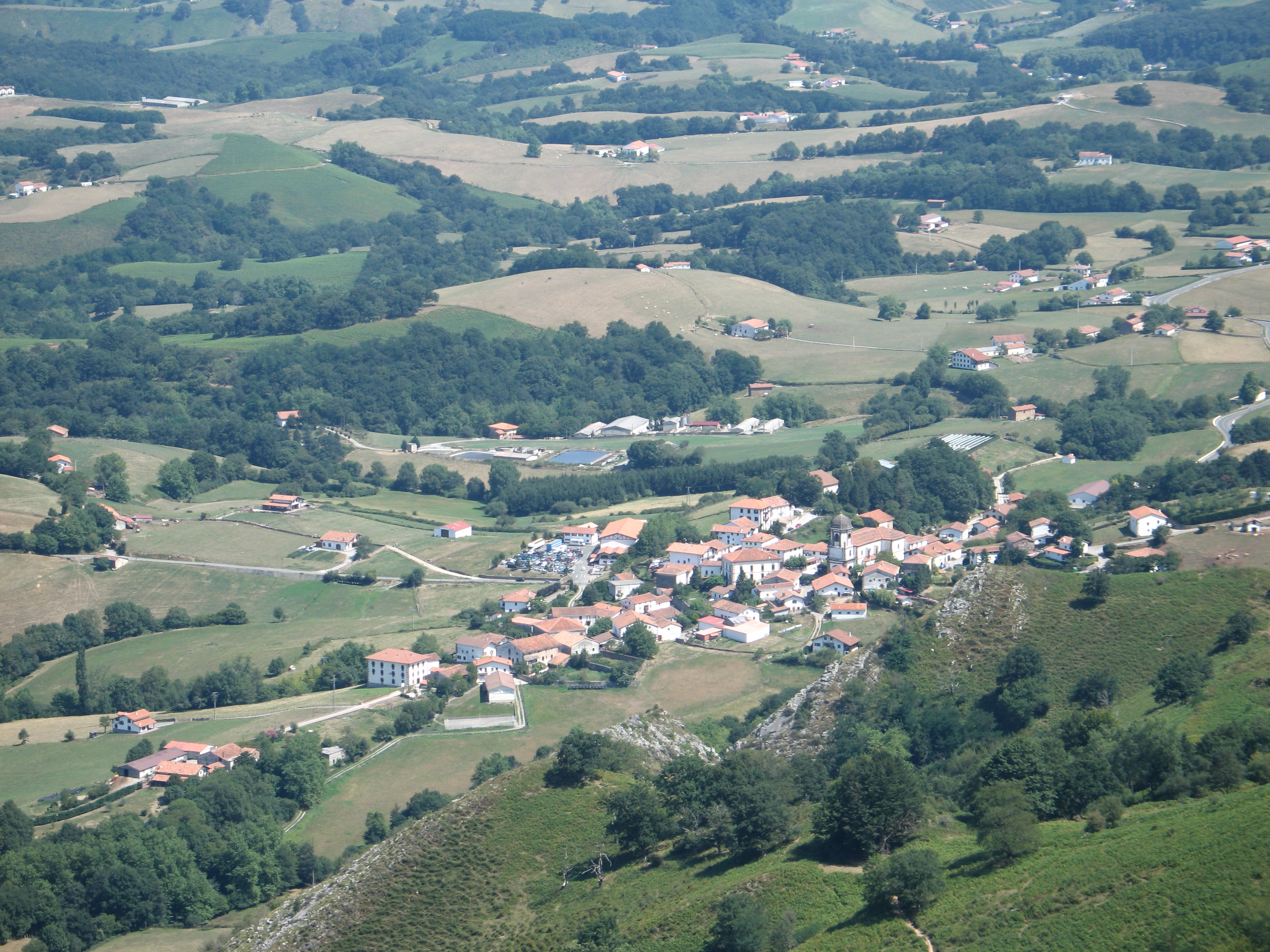
Zugarramurdi en la actualidad

A principios del siglo XVII Zugarramurdi era una pequeña aldea de la montaña navarra colindante con el país de Labort en el país vasco francés. Tenía unos doscientos habitantes dedicados a la agricultura y a la ganadería. Su parroquia dependía del monasterio premonstratense de Urdax, en el que vivían entre frailes y criados unas cien personas.
A finales de 1608 volvió a Zugarramurdi para trabajar de criada María de Ximildegui, una mujer de veinte años que había emigrado con sus padres a una localidad costera del Labort. Allí oyó historias de brujas y se hizo una de ellas durante dieciocho meses. En Zugarramurdi empezó a contar sus experiencias y en una ocasión dijo que había visto en uno de los akelarres a María de Jureteguía, vecina del pueblo. Cuando esta se enteró de lo que se decía de ella afirmó "con grandes voces y enojo" "que no era bruja y que era gran maldad y... falso testimonio que le levantaba la francesa". Sin embargo, la delatora consiguió convencer a la gente de que era cierto lo que afirmaba y hasta el marido y la familia de la presunta bruja le creyeron, lo que hizo que María de Jureteguía se derrumbara y confesara ser bruja desde niña y que su tía María Chipía de Barrenetxea era quien le había enseñado. Después, sintiéndose perseguida por las brujas que querían que volviera a los akelarres, dio más nombres de brujos y de brujas y sus casas fueron allanadas en busca de sapos, compañeros y protectores de las brujas. Finalmente todos ellos, siete mujeres y tres hombres, acabaron haciendo una confesión pública en la iglesia parroquial. Sin embargo, tras arrepentirse los vecinos los perdonaron.
Lo que estaba pasando en Zugarramurdi llegó a oídos del tribunal de la Inquisición de Logroño, que era el que tenía la jurisdicción sobre Navarra, enviando en los primeros días de enero de 1609 a un comisario de la Inquisición para que informara. El 12 de enero llegó a Logroño el escrito del comisario y dos inquisidores del tribunal, que creían en la realidad de la brujería, ordenando la detención de cuatro de las brujas que habían confesado. Fueron encarceladas en la prisión secreta de la Inquisición de Logroño y, contando con un intérprete, las sometieron a un duro interrogatorio hasta que las cuatro confesaron que eran brujas. El 13 de febrero enviaron una carta al Consejo de la Suprema Inquisición en Madrid en la que relataban a su manera lo que habían averiguado, además de pedir instrucciones sobre la forma en que debían proceder en adelante. La contestación llegó el 11 de marzo y en ella la Suprema Inquisición, siguiendo la política de rigor a la hora de determinar la veracidad de los fenómenos de brujería que había aplicado hasta entonces, ordenó a los inquisidores que se cercioraran de que lo que decían las brujas era verdad, para lo que les enviaron un minucioso y detallado cuestionario de catorce preguntas. Pero la creencia de los dos inquisidores en la realidad de los hechos que les habían contado era tan grande que no hicieron caso a la información que les había dado el carcelero inquisitorial que había oído a las cuatro mujeres decir que se habían declarado brujas, aunque no lo eran, porque creían que así podrían salir antes de la prisión y volver a sus casas.
El 9 de febrero de 1609, cuatro días antes de que los inquisidores enviaran la carta a la Suprema Inquisición, se presentaron ante el tribunal de Logroño varios vecinos de Zugarramurdi que habían llegado hasta allí acompañados de un guía para exponer ante el tribunal lo que realmente había sucedido. Como ha señalado Carmelo Lisón, "el grupito debió causar sensación en Logroño; llegaban unos montañeses con raro atuendo, hablando una lengua ininteligible, cansados y maltrechos y para mayor extrañeza ¡llamaban a las puertas de la temida Inquisición!". El grupo estaba compuesto por Graciana de Yriart (más conocida como Graciana de Barrenechea, esposa de Miguel de Goyburn) y de sus dos hijas (Estevania de Yriart y María de Yriart). Cuando se presentaron ante el tribunal afirmaron que acudían a pedir justicia porque no eran brujos y si lo habían confesado al vicario de Zugarramurdi "era porque los apretaron y amenazaron mucho si no los decían". El problema fue que el guía que las había acompañado a Logroño testificó que eran brujas y la Inquisición decidió encarcelarlas.

### El proceso inquisitorial

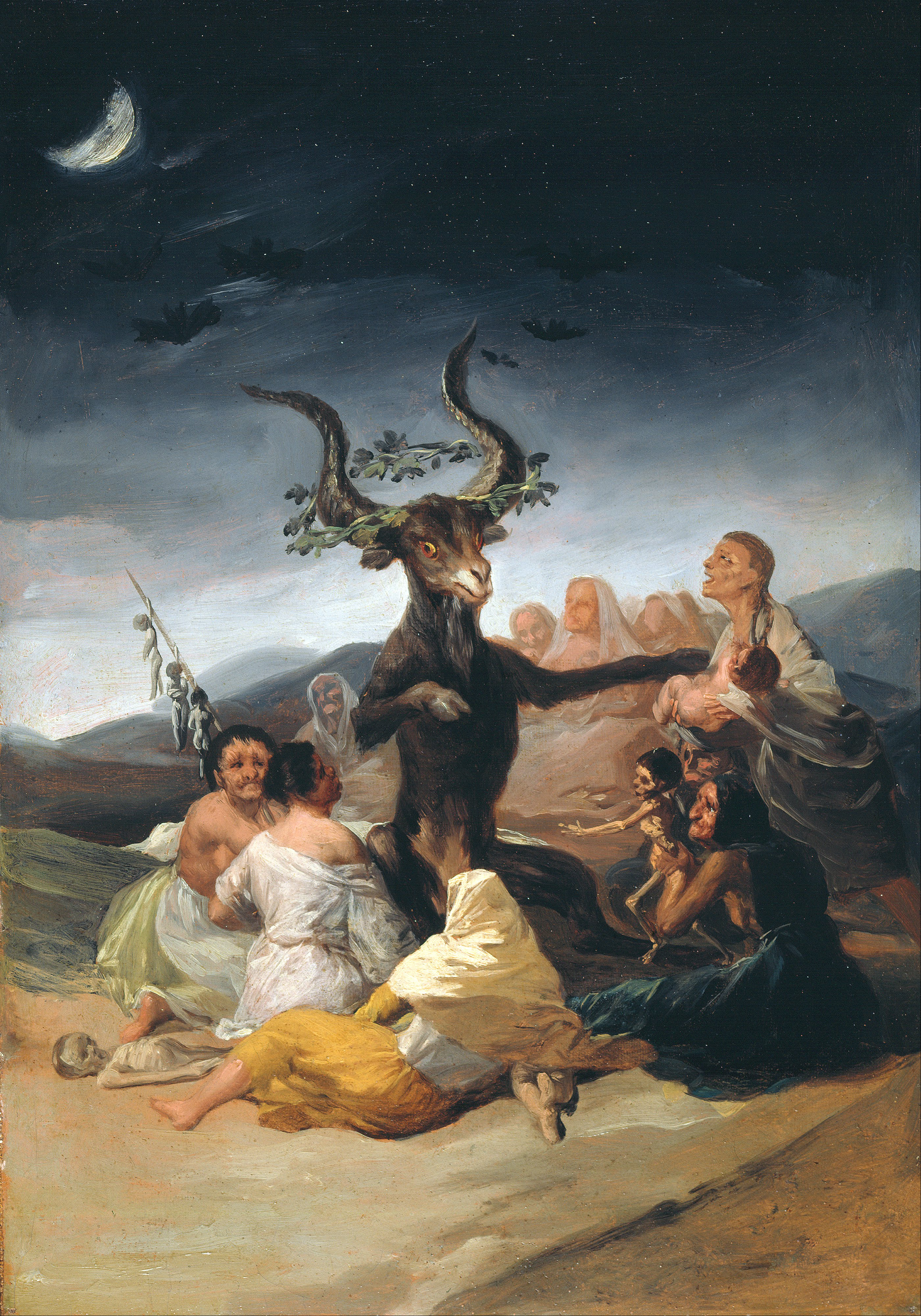
El Aquelarre, cuadro de Francisco de Goya (Museo Lázaro Galdiano, Madrid). "El cuadro queda dominado por la figura de un gran buco bobalicón y cornudo, que bajo la luz de la luna avanza sus patas delanteras en gesto tranquilo y mirada ambigua para recibir de dos brujas la ofrenda de niños que tanto le agradan... Ello evoca la descripción recogida por Mongastón [del proceso de las Brujas de Zugarramurdi de 1610] que refiere cómo dos hermanas, María Presona y María Joanato, mataron a sus hijos 'por dar contento al demonio' que recibió 'agradecido' el ofrecimiento... [También] vemos a media docena de niños, varios de ellos ya chupados, esqueléticos y a otros colgados de un palo".

Los dos inquisidores no hicieron caso de las instrucciones recibidas de la Suprema Inquisición y pensaron que la proclamación de inocencia de los acusados era un truco de sus parientes o del demonio, que quería librarles del castigo. Tras cinco meses de hábiles y reiterados interrogatorios fueron consiguiendo que los encausados confesaran, por lo que desde la perspectiva de los crédulos inquisidores habían vencido al diablo que los tenía aterrorizados para que no hablaran. Los autoinculpados también delataron a otros brujos y brujas que quedaban en las montañas y proporcionaron listas de niños y de niñas de menos de catorce años que participaban en los aquelarres.
Con la información obtenida, uno de los inquisidores partió en agosto de 1609 al norte de Navarra y desde allí fue enviando a Logroño a los supuestos cómplices de los brujos y las brujas. El inquisidor, cuyo nombre era Juan Valle Alvarado, según Caro Baroja, "pasó varios meses en Zugarramurdi y recogió muchas denuncias, según las cuales quedaban inculpadas hasta cerca de trescientas personas por delitos de brujería, dejando aparte los niños. De estas personas fueron presas y llevadas a Logroño hasta cuarenta de las que parecieron más culpables".
Valle se había dirigido en primer lugar al monasterio de Urdax, donde fue recibido con toda solemnidad por el abad, quien le confirmó que la zona estaba infestada de brujas y que la gente solía gritar ¡sorgiñak, sorgiñak! para protegerse de ellas. Desde allí visitó las localidades navarras de Vera de Bidasoa y Lesaca —donde contó con la entusiasta colaboración de los párrocos locales, que encerraron a mujeres y a niños hasta que confesaran y delataran a las brujas, y después el de Vera puso a los niños bajo su protección para "librar de los grandes daños... que las brujas los hazen llevándolos al aquelarre"— y las guipuzcoanas de Tolosa y San Sebastián. Ahora bien, por esas mismas fechas visitó la zona el obispo de Pamplona, alarmado sobre lo que se contaba que sucedía en esa parte de su diócesis, y llegó a la conclusión contraria a la del inquisidor de Logroño: que allí nunca había habido secta de brujas hasta que llegaron las noticias de Francia, y que muchos vecinos cruzaban la frontera para presenciar la quema de brujas en el Labourd, donde oían las acusaciones y aprendían lo que se decía de ellas y de los aquelarres.
Los detalles del proceso inquisitorial son conocidos gracias a que, poco después de que se celebrara el auto de fe que le puso fin, Juan Mongastón publicó una relación del proceso en Logroño, que fue reeditada varias veces. Una de ellas data de 1811 e iba acompañada de unas notas críticas, calificadas en su tiempo de irreverentes, del escritor ilustrado Leandro Fernández de Moratín.
En la relación de Mongastón, el "prado del Cabrón" (o akelarre en euskera) donde supuestamente se reunían los brujos de Zugarramurdi, se situaba, según Caro Baroja, "al lado de una cueva o túnel subterráneo de grandes proporciones, verdadera catedral para un culto satánico o pagano simplemente, que está cruzado por el río o arroyo del Infierno, Infernukoerreka, y que tiene una parte donde es tradición que solía estar el trono del Diablo". Según se cuenta en la relación, aparecía allí el Demonio, "sentado en una silla, que unas vezes parece de oro y otras de madera negra, con gran trono, magestad y gravedad… y con un rostro muy triste, feo y ayrado".

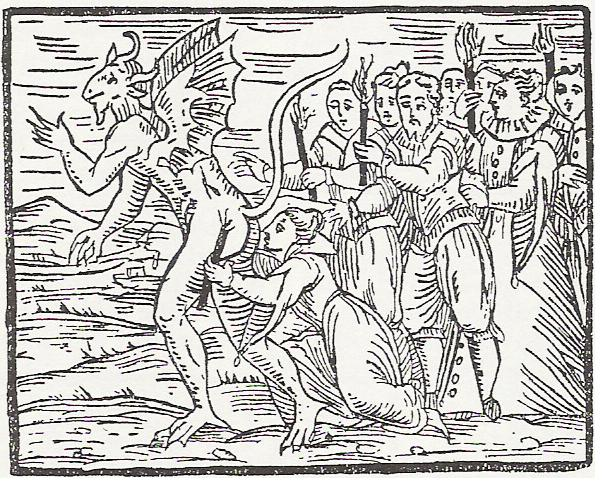
Grabado del Compendium maleficarum (1608) de Francesco Maria Guazzo que muestra un momento del aquelarre: el "osculum infame" de una bruja al Demonio, que ha adoptado la forma de macho cabrío.

Así resume el acto del aquelarre Joseph Pérez:

Se va a buscar al nuevo brujo [dos o tres horas antes de media noche], se le frotan las manos, el rostro, el pecho, las partes pudendas y la planta de los pies con agua verdosa y fétida, y luego se le hace volar por los aires hasta el lugar del aquelarre; allí aparece el demonio sentado en una especie de trono; tiene el aspecto de un hombre negro, con cuernos que iluminan la escena; el recién llegado reniega de la fe de Cristo, reconoce al demonio como dios y señor y le adora besándole la mano izquierda, la boca, el pecho y las partes pudendas; el demonio se da la vuelta y muestra su trasero, que el brujo ha de besar también

A continuación, según Caro Baroja, "el neófito es marcado con una uña por el mismo Demonio, sacándole sangre en una vasija. También le imprime una marca en la retina del ojo: la consabida figura del sapo". Según la relación de Mongastón, "acabado de hazer el reniego, el Demonio y demás Brujos ancianos que están presentes, advierten al novicio que no ha de nombrar el nombre de Jesus, ni de la Santa virgen María, ni se ha de persignar, ni santiguar".
En la relación de Mongastón se explicaba con detalle lo que eran capaces de hacer los brujos y las brujas. En primer lugar las metamorfosis:

Demas de los bayles, se huelgan cuando están en el Aquellarre, saliendo a espantar y a hacer mal a los pasajeros, en figuras diferentes, para que no puedan ser conocidos: que el Demonio (al parecer) los transforma en aquellas figuras y apariencias, y en las de puercos, cabras y ovejas y otros animales, según es más a propósito para sus intentos.

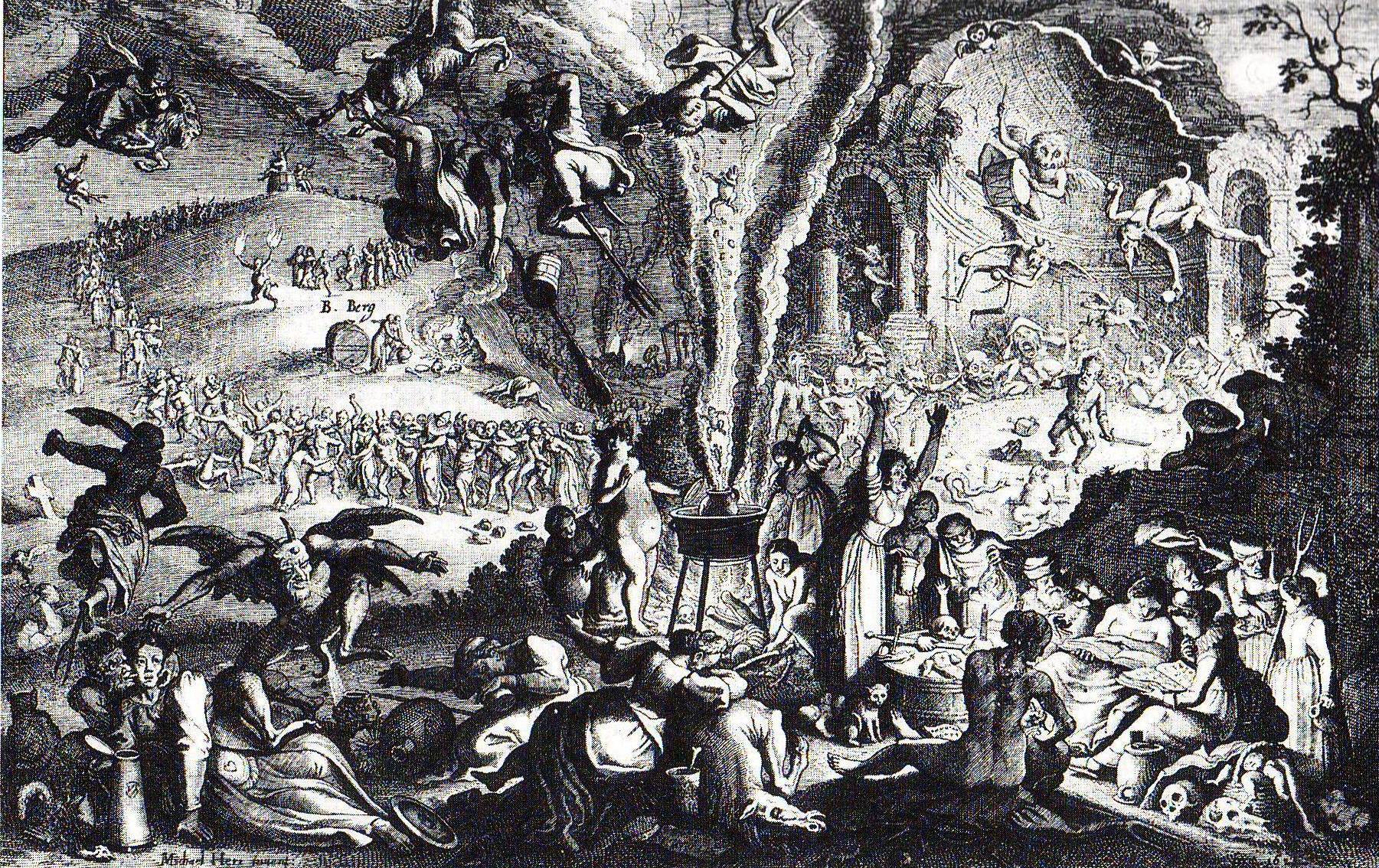
Grabado alemán de 1626 que representa un aquelarre.

También desencadenaban tempestades que provocaban que los barcos naufragaran y destruían las cosechas o lanzaban maleficios contra campos y bestias mediante unos polvos diciendo al mismo tiempo que los echaban "piérdase todo y salvo sea lo mío". El procedimiento de elaboración de los polvos y ponzoñas era descrito con gran detalle:

Muchas veces en el año, siempre que los frutos y panes comiençan a florerecer, hacen polvos y ponzoñas, y para esto el Demonio a parta a los que han dado poder y dignidad de hacer ponzoñas y les dice el dìa en que las han de hacer, y les reparte los campos, para que en cuadrillas vayan a buscar las sabandijas y cosas de que se han de hacer las dichas ponzoñas: y el dia siguiente salen por la mañana (llevando consigo azadas y costales) y luego el Demonio y sus criados se les aparecen, y los van acompañando a los campos y partes más lóbregas y cavernosas, y buscan y sacan gran cantidad de sapos y culebras, lagartos y lagartijas, limacos, caracoles y pedos de lobo (que son unas bolillas redondas que nacen por los campos a manera de turmas de tierra, que apretándolas hechan de si un humo de mucha cantidad de polvos pardos) y aviendolos juntados en sus costales los traen a sus casas y unas veces en el Aquelarre y otras veces en ellas (en compañía del Demonio) forjan y hazen sus ponzoñas.

Otro de los poderes que se atribuía a los brujos y brujas era su capacidad para provocar enfermedades e incluso la muerte mediante polvos y ungüentos mientras decían: "El señor te dé mal de muerte" (o tal enfermedad por tanto tiempo). La relación también cuenta horrendos casos de vampirismo, relacionados sobre todo con niños, que eran sacados de sus casas por los brujos y brujas por orden del Demonio.
En junio de 1610 los inquisidores del tribunal de Logroño acordaron la sentencia de culpabilidad de veintinueve de los acusados. Sin embargo, el inquisidor Alonso de Salazar y Frías, incorporado al tribunal en julio del año anterior, por lo que no había participado en los interrogatorios de los principales inculpados, votó en contra de la condena a la hoguera de María de Arburu por falta de pruebas. Tras la celebración del auto de fe en noviembre del año siguiente, el inquisidor Salazar dudó también de la culpabilidad del resto y, tras una revisión a fondo del caso ordenada por el Consejo de la Suprema Inquisición, que incluyó una investigación exhaustiva en el escenario de los hechos interrogando a los supuestos brujos y brujas que habían sido reconciliados y a testigos, se arrepintió completamente de la sentencia que él también había firmado al considerar que se había cometido una "terrible injusticia". Salazar escribió al Consejo de la Suprema Inquisición lo siguiente

Cometimos culpa el tribunal... [al no reconocer] la ambigüedad y perplejidad de la materia. Cometimos [defectos] en la fidelidad y recto modo de proceder... en que no escribíamos enteramente en los procesos circunstancias graves... ni las promesas de libertad que les hacíamos, careaciones entre sí... y otras sugerencias para que acabasen de confesar toda la culpa que queríamos, reduciéndonos nosotros mismos a escribir sólo para llevar mayor consonancia de hacerlos culpados y delincuentes. Tanto que también por esto dejamos de escribir muchas revocaciones.

Y pidió que "en todas partes" se manifestara públicamente por medio de los comisarios de la Inquisición

el justo dolor y sentimiento... [del] Santo Oficio de las graves violencias... [inferidas por todos] a los acusados y a los parientes.

Carmelo Lisón Tolosana comenta:

Autoacusación generosa la de Salazar, ya que él se había opuesto a sus colegas inquisidores, tan sincera como personalmente desoladora, y por otra parte tan devastadora y demoledora de la credibilidad de un proceso que terminó en tan solemne Auto de fe.

Una de las detenidas fue María de Zozaya. Otro, el carbonero Domingo de Subildegui. El resto de ejecutados en el auto de fe fueron María de Echachute, Graciana Xarra, Maria Baztan de Borda, Maria de Arburu y Petri de Joangorena.

### El auto de fe

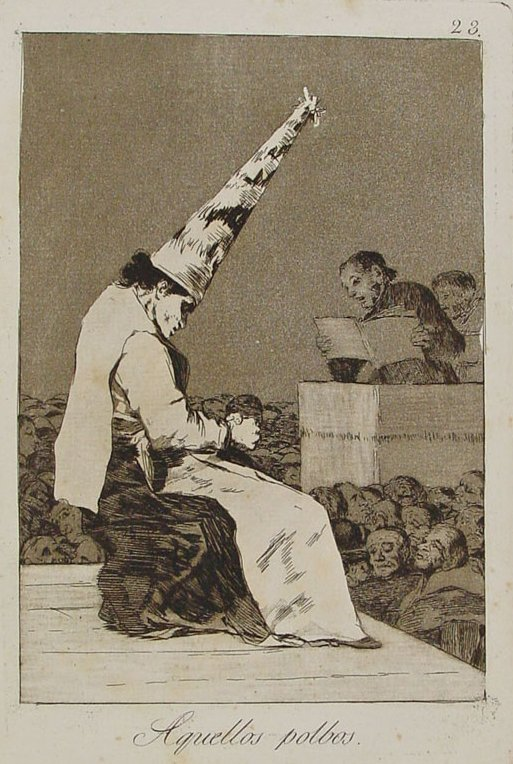
Aquellos polvos, Capricho nº 23, de Francisco de Goya. "Destaca lo que parece una bruja encorozada, sentada con humilde dignidad, oyendo la sentencia que pronuncia un inquisidor".

El domingo 7 de noviembre de 1610 se había congregado en Logroño "gran multitud de gente" venida también de Francia para asistir al auto de fe —se calcula que asistieron treinta mil personas—. Se inició con una procesión encabezada por el pendón del Santo Oficio, al que seguían mil familiares, comisarios y notarios de la Inquisición y varios cientos de miembros de las órdenes religiosas. A continuación iba la Santa Cruz verde, insignia de la Inquisición, que fue plantada en lo más alto de un gran cadalso. Aparecieron después veintiún penitentes con un cirio en la mano y veintiuna personas con sambenitos y grandes corozas con aspas, velas y sogas, lo que indicaba que eran reconciliados. A continuación salieron cinco personas portando estatuas de difuntos con sambenitos de relajados, acompañadas de cinco ataúdes que contenían sus huesos desenterrados —se trataba de dos mujeres y dos hombres que se habían negado a reconocer que eran brujas y brujos, y de otra que sí lo había hecho pero que sería quemada por ser una de las instigadoras de la secta-. Seguidamente, aparecieron cuatro mujeres y dos hombres, también con los sambenitos de relajados, que iban a ser entregados al brazo secular para que fueran quemados vivos porque se habían negado a admitir que eran brujas y brujos. Cerraban el cortejo cuatro secretarios de la Inquisición a caballo acompañados de un burro que portaba un cofre guarnecido de terciopelo que guardaba las sentencias, y los tres inquisidores del tribunal de Logroño, también a caballo.
Una vez aposentados en el cadalso los acusados y enfrente los inquisidores, con el estado eclesiástico a su derecha y las autoridades civiles a su izquierda, un inquisidor dominico predicó el sermón y a continuación comenzó la lectura de las sentencias por los secretarios inquisitoriales. La lectura duró tanto que el auto de fe tuvo que alargarse al lunes 8 de noviembre. El anónimo autor de la relación de Mongastón escribió:

Tras haber oído tantas y tan grandes maldades... nos fuimos todos santiguándonos a... nuestras [casas]

Dieciocho personas fueron reconciliadas porque confesaron sus culpas y apelaron a la misericordia del tribunal. Las seis que se resistieron fueron quemadas vivas. Cinco más fueron quemadas en efigie porque ya habían muerto.
Debido a la dureza de las penas que se aplicaron, el de las brujas de Zugarramurdi se convirtió en el proceso más grave de la Inquisición española contra la brujería. Según el hispanista británico Henry Kamen, esta excepción en la relativamente benigna trayectoria de la Inquisición en relación con el tema de la brujería se explica por la influencia que tuvo la caza de brujas llevada a cabo en 1609 al otro lado de la frontera por el juez Pierre de Lancre, ya que el pánico hacia las brujas se trasladó a los valles del norte de Navarra.
El antropólogo español Carmelo Lisón Tolosana considera que la sentencia fue "más bien benigna. Sólo seis y por mantenerse en su herejía, más la «notoria» María de Zoraya, fueron sentenciados al supremo sacrificio, lo que también, aunque hoy no lo aprobemos, era normal y aún peor en aquellos siglos si comparamos estos castigos con los impuestos en Europa occidental. Dos años más tarde, en 1612, de veinte personas acusadas de brujería, diez fueron condenadas a muerte (incluida una niña de once años) en Lancashire, y el muy famoso cazador de brujos Matthew Hopkins llevó a la hoguera unos años más tarde tres centenares de brujos, como resultado de su inquisición por unas pocas provincias del este de Inglaterra".
Por su parte el hispanista francés Joseph Pérez afirma: "Si lo comparamos con los centenares de ejecuciones que se producen al mismo tiempo en territorio francés, al otro lado de los Pirineos, este veredicto puede parecer clemente. En España resulta escandaloso".

### El informe de Pedro de Valencia
En abril de 1611 el famoso humanista Pedro de Valencia presentó un informe sobre la relación publicada por Mongastón del proceso de Logroño que le había pedido el inquisidor general. En él afirmó, entre otras cosas, que en los hechos de Navarra había un fuerte componente de enfermedad mental: "Se deve examinar lo primero si los reos están en su juicio o si por demoníacos o melancólicos o desesperados". Así decía que su conducta "parece más de locos que de ereges y que se debe curar con açotes y palos más que infamias ni sambenitos". Finalmente Valencia aconsejaba: "Búsquese siempre en los hechos cuerpo manifiesto de delito conforme a derecho, y no se vaya a probar casso muerte ni daño que no ha acontecido".
El informe de Pedro de Valencia se titulaba Discurso de Pedro de Valencia a cerca de los quentos de las Brujas y cosas tocantes a Magia y en él daba una explicación objetiva a las reuniones de brujos y brujas: que gentes cegadas por el vicio, "con deseo de cometer fornicaciones, adulterios o sodomías, ayan inventado aquellas juntas y misterios de maldad en que alguno, el mayor vellaco, se finxa Sathanas y se componga con aquellos cuernos y traxe horribe de obscenidad y suciedad que cuentan". Para apoyar su interpretación del aquelarre recurre a la comparación con las bacanales de la Antigua Roma, concluyendo: "Todo mi sentimiento y afecto se inclina a entender que aquéllas hayan sido y sean juntas de hombres y mujeres que tienen por fin el que han tenido y tendrán todos los tales en todos los siglos, que es torpeza carnal".

### La investigación y el informe del inquisidor Alonso de Salazar y Frías

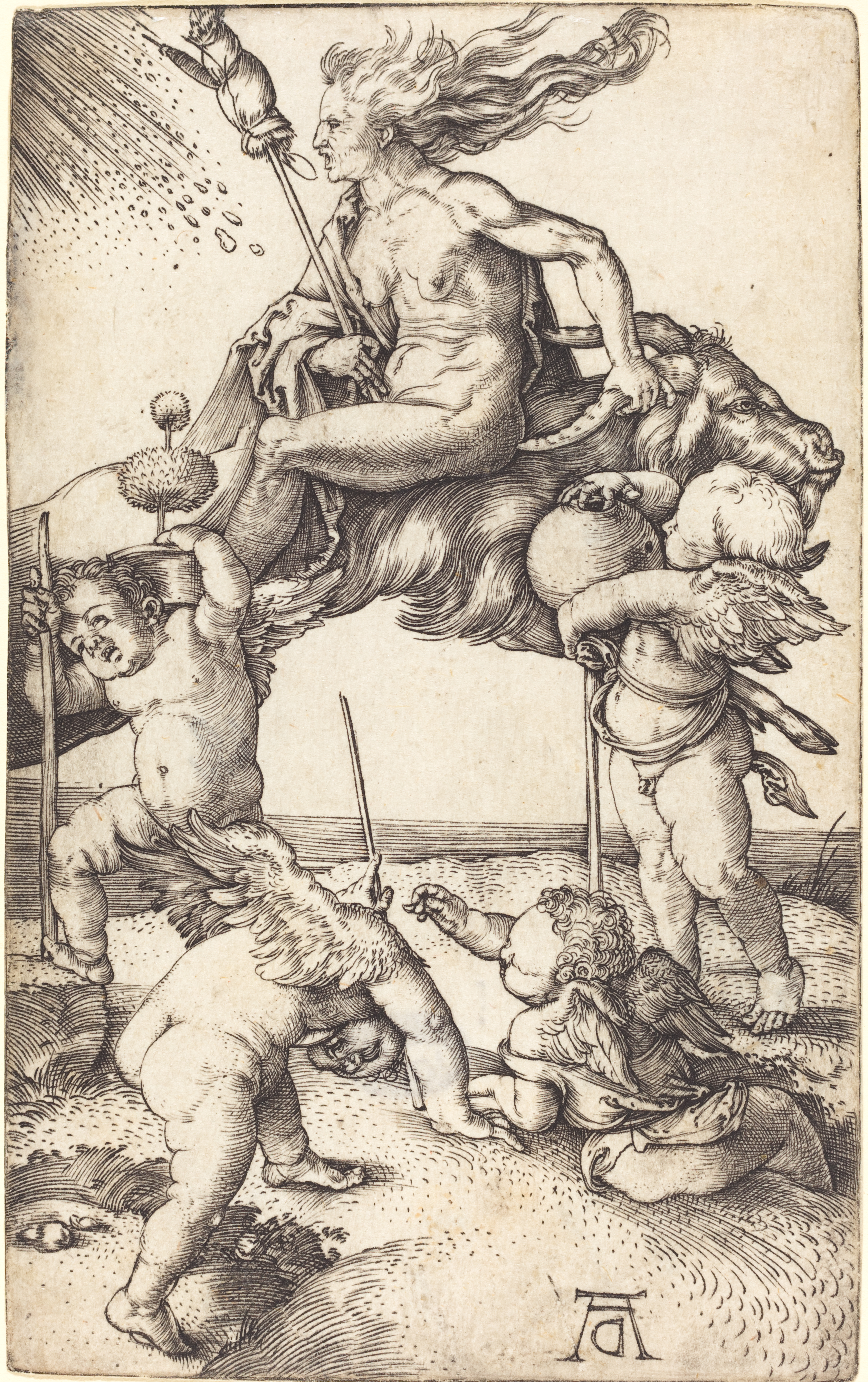
Escena del sabbat. Grabado de Alberto Durero

Las dudas del inquisidor Alonso de Salazar y Frías sobre la realidad de los hechos eran compartidas por al menos tres eclesiásticos que con anterioridad habían manifestado que "era cosa de risa la materia de brujos". Estos enviaron al Consejo de la Suprema Inquisición una carta de protesta y finalmente fueron los tres inquisidores de Logroño los que en una carta del 14 de febrero de 1611 pidieron que se enviara a la montaña de Navarra a una persona que "desapasionadamente" investigara los hechos. Además, tras el proceso y el auto de fe, las gentes de la zona vivían aterrorizadas y enfrentadas por las supuestas acciones de los brujos y brujas y esos miedos y tensiones se habían extendido a Guipúzcoa y a Vizcaya —en Santesteban, por ejemplo, una supuesta bruja murió maltratada por la multitud después de ser atada a un poste—. En menos de un mes la Suprema Inquisición envió su respuesta.
El Consejo de la Suprema Inquisición encargó precisamente al inquisidor Alonso de Salazar y Frías que visitara las comarcas del norte de Navarra y le enviara un informe completo. Para facilitar su labor la orden iba acompañada de un edicto de gracia en el que se invitaba a los supuestos brujos y brujas a arrepentirse de sus errores sin que fueran castigados por ello.
Con el edicto de gracia en la mano y acompañado de dos intérpretes, Salazar emprendió su misión durante la cual recorrió en ocho meses —de mayo a diciembre de 1611— el norte de Navarra, de Guipúzcoa y de Vizcaya. "A medida que fue observando los casos, interrogando a los acusados y haciendo hablar a la gente de modo liso y llano, su criterio fue perfilándose más, hasta que llegó a dar como falsas la mayoría de las actuaciones atribuidas a los brujos en aquel caso concreto", afirma Julio Caro Baroja. En marzo de 1612 Salazar redactó un primer memorial, al que siguió otro que remitió a la Suprema Inquisición el 3 de octubre de 1613. En esos informes Salazar afirma haber absuelto ad cautelam a 1384 niños y niñas (de entre seis y catorce años, los niños, y entre seis y doce, las niñas) y a 41 adultos y reconciliado a 290. De todas estas personas 81 revocaron sus confesiones anteriores.
Salazar presta especial atención a los testigos, constatando que muchos de ellos "nombraron indebidamente a muchos que con certidumbre sabían que no eran culpados" por "sobornos, enemistades o respetos indebidos". El inquisidor relata, por ejemplo, el caso de una mujer reconciliada en el auto de fe de Logroño que había acusado falsamente a otros de ser brujos y brujas y que luego se arrepintió, pero, como el comisario del Santo Oficio no admitió la revocación de su declaración anterior, llamándole embustera y amenazándola con quemarla viva, se suicidó tirándose al río. También señala que en ocasiones los que delataban a los presuntos brujos o brujas eran amigos o parientes que les presionaban para que confiesen y así obtuvieran el perdón. Fue el caso de muchos niños que admitieron haber mentido.
La conclusión del memorial de Salazar es que los fenómenos de brujería investigados eran historias inverosímiles y ridículas y "todo lo que la relación de Logroño da como cierto, todo lo que comenta De Lancre con gravedad, cae como embuste y patraña ante el método experimental de don Alonso. Los casos se presentan con una abundancia abrumadora" (y "no sale dello cosa comprovada", según Salazar). Por ejemplo, en cuanto al modo de ir y volver a los aquelarres mediante ungüentos y polvos que les permitían a los brujos y brujas acudir volando, Salazar dice que "se verificó por sus mesmas declaraciones o por otras comprobaciones y algunas también por declaraciones de médicos y experiencias palpables, haver sido todas y cada una de ellas echas con embuste y ficción, por medios y modos yrrisorios".
Salazar relata con detalle estas "experiencias palpables" o experimentos, como recoger veintidós ollas que contenían los "potages, ungüentos o polvos" con los que se frotaban las brujas para volar y que utilizaban para sus maleficios, y pidió a varios "médicos y hombres peritos" que comprobaran su eficacia sobre animales, a los que no les pasó nada. Prosiguió su investigación sobre los "potages" brujeriles y comprobó que en bastantes ocasiones había sido el miedo y las amenazas de clérigos y comisarios lo que había obligado a las supuestas brujas a inventarse sobre la marcha los brevajes.
Salazar también les demostró a los supuestos brujos y brujas que las cosas que decían no habían ocurrido en realidad, como el caso de mujeres jóvenes que afirmaban haber sido amantes del demonio pero que al ser examinadas por matronas éstas comprobaron que seguían siendo vírgenes. "Sueño" todo o "flaqueza de cerebro", escribe.
Asimismo, constata que muchos supuestos brujos y brujas confesaron por haber sido torturados por sus vecinos, como el caso de una mujer de Elizondo que le dijo que había admitido ser bruja para librarse de un cepo en el que la tuvieron sujeta la gente del pueblo durante quince días, o el de un hombre al que fueron quemando con un tizón obligándolo "con eso a torcer la verdad". Y valientemente señala que en las torturas "también han concurrido escandalosamente en muchas partes los mismos comisarios y ministros de la Inquisición", de lo que pone varios ejemplos, como el caso de dos niñas de trece y catorce años de Larrea que habían sido atadas por las manos y el cuello por dos clérigos en la rectoría, amenazándolas con llevarlas ante el tribunal de Logroño si no confesaban. Salazar concluye:

[los] temores de las violencias y prisiones y amenazas que los negativos han padecido hasta confesar, juntamente con las promesas de quietud y perdón que les prometían [los clérigos] si confesaban, y de que les darían los sacramentos... que entretanto les negaban, fueron muy bastantes para hacerles decir cuantas mentiras les mandaban, y así lo comienzan a mostrar los ochenta revocantes con sus confesiones.

Y añade:

E tenido y tengo por muy mas que cierto que no a pasado real y corporalmente ninguno de todos los actos deducidos o testificados en este negocio

Según Carmelo Lisón Tolosana, "la argumentación de Salazar en sus escritos a la Suprema está caracterizada por lo que podríamos calificar como su positivismo, en el sentido de que prefiere el hecho concreto, substantivo frente a la ideación imaginativa; trata de averiguar el qué y el cómo en el aquí y el ahora, de tejas abajo, relegando otros argumentos en esencia teológicos a un segundo plano. Guiado por las orientaciones de la Suprema, recoge 'in situ', como el antropólogo, información empírico-substantiva. [...] En su cálculo referencial antepone la logicidad a la opinión generalizada, la racionalidad a la metafísica; quiere hacer ciencia". Así escribe:

Volar a cada paso una persona por el aire, andar cien leguas en una hora, salir una mujer por donde no cabe una mosca, hacerse invisible a los presentes, no mojarse en el río ni en el mar, estar a un tiempo en la cama y en el aquelarre, luchar las imágenes como personas sensibles, las apariciones continuas que han tenido de Nuestra Señora y que cada bruja vuelva en la figura que se le antoja y alguna vez en cuerpo o en mosca con lo demás referido, es superior a cualquier discurso.

Salazar deduce de todo lo que ha averiguado que en el proceso de Logroño no se había actuado con la rectitud y "cristiandad" debida porque se había coaccionado a los procesados prometiéndoles la libertad si se declaraban culpables; no se habían consignado muchas revocaciones de testimonios anteriores, incluso de gentes en trance de morir; y no se había acabado de "aberiguar la noticia que tuvieron de que las dos primas y principales descubridoras desta complicidad se jatauan que era mentira". Una mujer de Lesaca le explica a Salazar que había confesado que era bruja porque todo el mundo hablaba de eso y lo que había contado lo había aprendido del vicario y comisario del Santo Oficio para el que trabajaba y de otras mujeres.
Además Salazar aseguraba que eran los libros y, sobre todo, los sermones sobre la brujería los que hacían que esta se extendiera, por lo que recomendaba que no se le diera publicidad, convencido de que la brujería acabaría por desaparecer si se dejaba de hablar de ella. Uno de los ejemplos que aportaba era lo sucedido en Olagüe, cerca de Pamplona, donde tras la predicación de un fraile la gente empezó a creer ciegamente en la existencia de brujos y de brujas. Salazar concluía:

No he hallado certidumbre ni aun indicios de que [se pueda] colegir algún acto de brujería que real y corporalmente haya pasado. […] Y así también tengo por cierto que en el estado presente, no sólo no les conviene nuevos edictos y prorrogaciones de los concedidos, sino que cualquier modo de ventilar en público estas cosas, con el estado achacoso que tiene, es nocivo y les podría ser de tanto y de mayor daño como el que ya padecen. No hubo brujas ni embrujados en el lugar hasta que se comenzó a tratar y escribir de ellos.

### La reacción del Consejo de la Suprema Inquisición
El informe de Alfonso de Salazar fue asumido por la Suprema Inquisición, que dio nuevas instrucciones a los tribunales el 29 de agosto de 1614, en las que se recogían casi todas las ideas del inquisidor, quien, como destacó Julio Caro Baroja, "se adelantó de modo considerable a los que difundieron en Europa ideas concebidas en el mismo sentido", como el famoso jesuita alemán Friedrich Spee. Un resultado concreto de las nuevas instrucciones fue que se intentó reparar a las víctimas del auto de fe de Logroño ordenando que sus sambenitos no quedaran expuestos en ninguna iglesia, y de esa forma, como señala Henry Kamen, "no cayó ningún estigma sobre ellas o sus descendientes".
Las instrucciones de la Suprema Inquisición del 29 de agosto de 1614, debidas en gran parte a Salazar, según el antropólogo español Carmelo Lisón Tolosana,

marcan el fin de la brujería satánica en España. Pero no en Europa... Curiosa paradoja: la flexibilidad y moderación que, en conjunto y comparativamente, caracterizó la actuación de la Suprema frente a las brujas poco tuvo que ver con el trato brutal al que las sometieron las autoridades de todo tipo en Europa occidental y, sin embargo, la Inquisición española ha pasado a ser en esa misma Europa el símbolo del terror y de la maldad sin límites, de la perversidad suprema, del Mal.